# Кони (род)
Ко́ни (лат. Hemibarbus) — род рыб из семейства карповых отряда карпообразных.

## Описание
Рыбы средних размеров, достигают от 20 (H. longirostris) до 62 см (конь-губарь) длины, вес до 2 кг. Формой тела они похожи на пескарей, но крупнее: тело удлинённое, сжатое с боков, покрыто чешуёй средней величины, в боковой линии 47 — 54 чешуй. Спинной плавник с гладким колючим лучом. Рот нижний, в его углах по одному короткому усику. Глоточные зубы трёхрядные.

## Ареал и места обитания
Распространены в водоёмах Восточной Азии от северного Вьетнама до юго-восточной Сибири: в бассейне Амура, на Корейском полуострове, во всём Китае, Хайнане, Тайване, Японии. Интродуцированы в бассейне Меконга.

## Вылов
Хозяйственное значение небольшое, ловят неводами и сетями.

## Виды

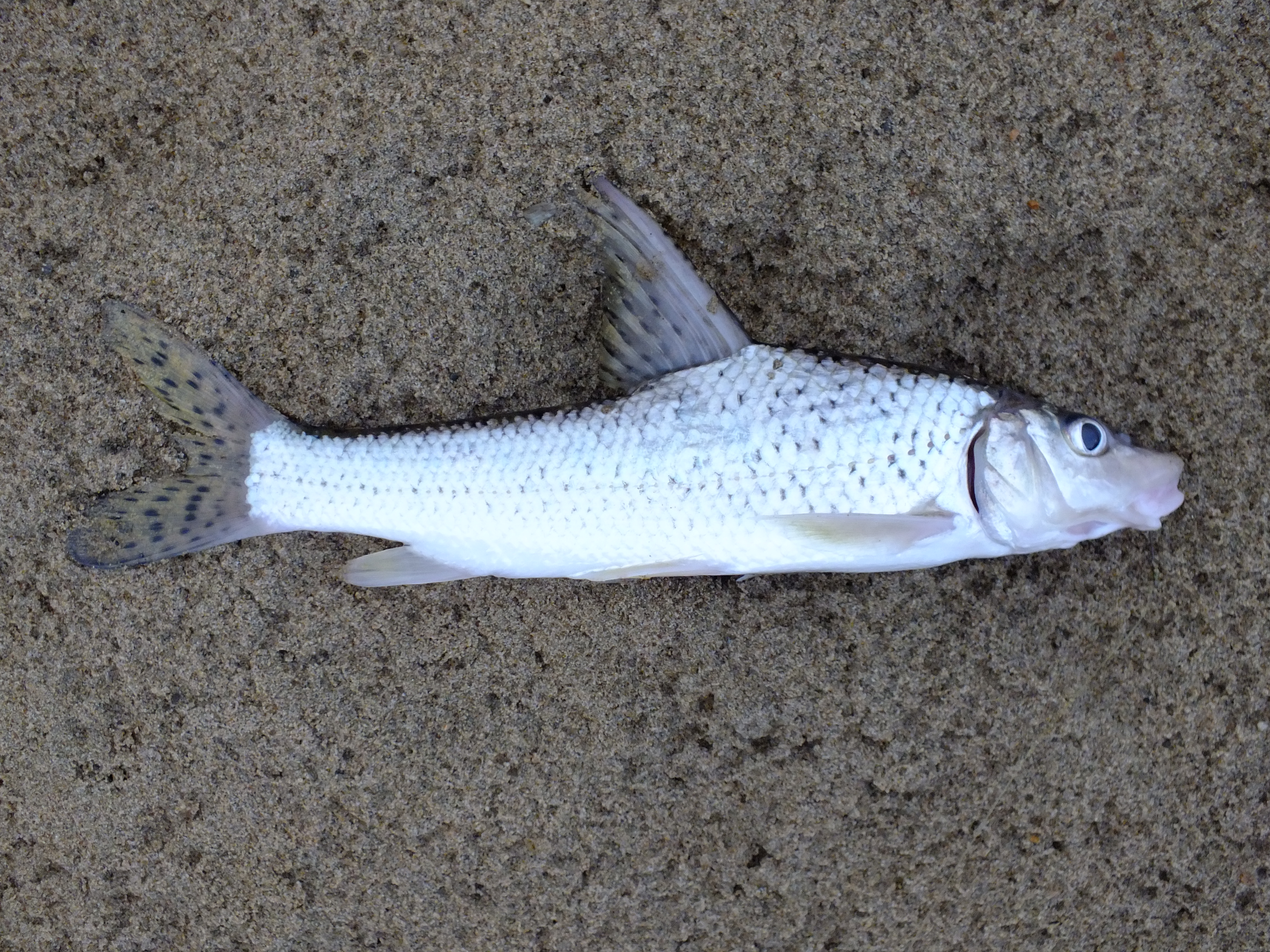
Конь-губарь, выловленный в реке Амур

В состав рода коней включают 12 видов:
- Hemibarbus brevipennus
- Hemibarbus labeo — Конь-губарь[1][3]
- Hemibarbus lehoai
- Hemibarbus longirostris
- Hemibarbus macracanthus
- Hemibarbus maculatus — Пятнистый конь[1], или пёстрый конь[3]
- Hemibarbus medius
- Hemibarbus mylodon
- Hemibarbus qianjiangensis
- Hemibarbus songloensis
- Hemibarbus thacmoensis
- Hemibarbus umbrifer